# Global Music Diplomacy Initiative

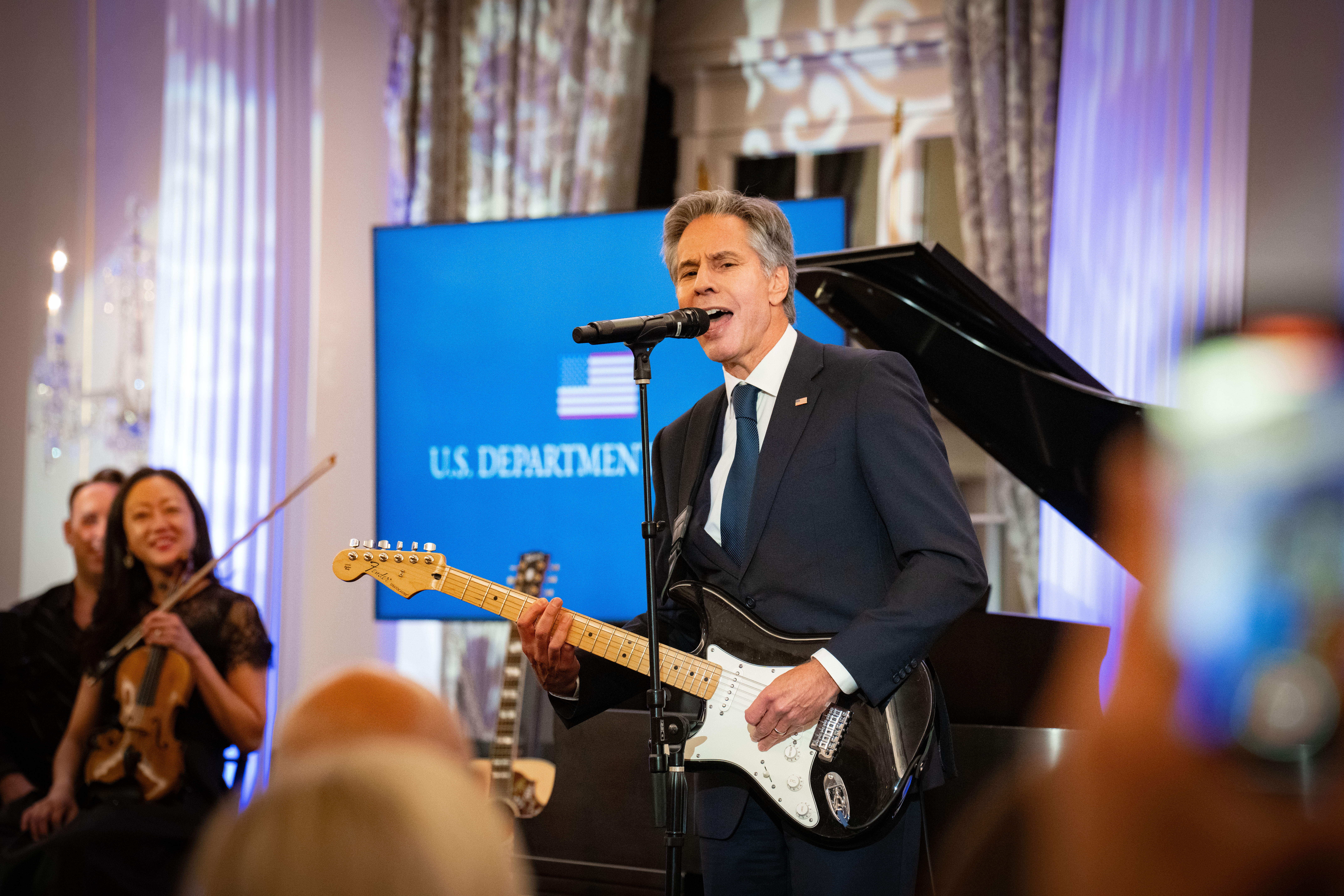
El secretario de Estado de Estados Unidos, Antony Blinken, actúa durante el lanzamiento de la Iniciativa de Diplomacia Musical Global.

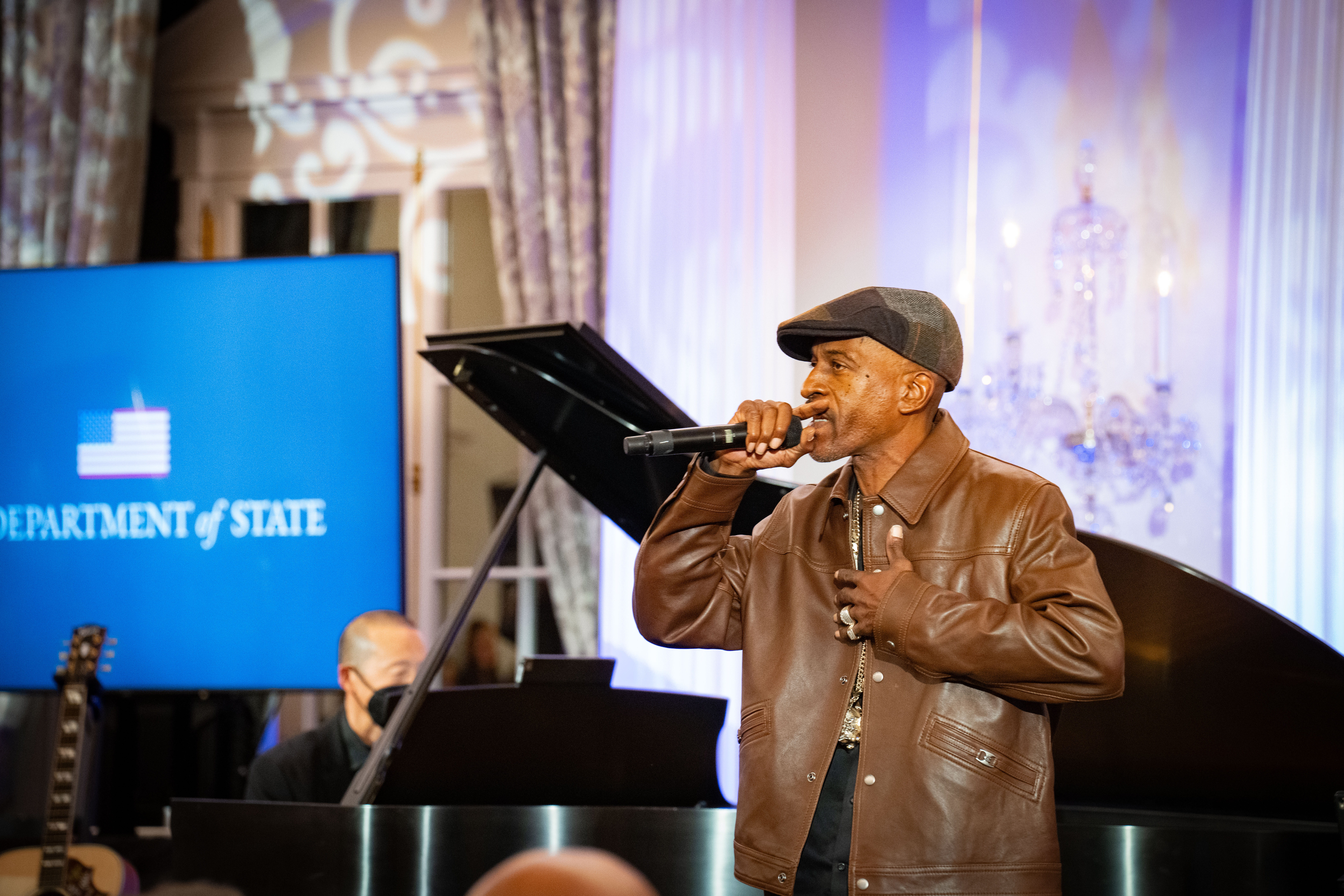
El artista musical Rakim actúa durante el lanzamiento de la Iniciativa de Diplomacia Musical Mundial.

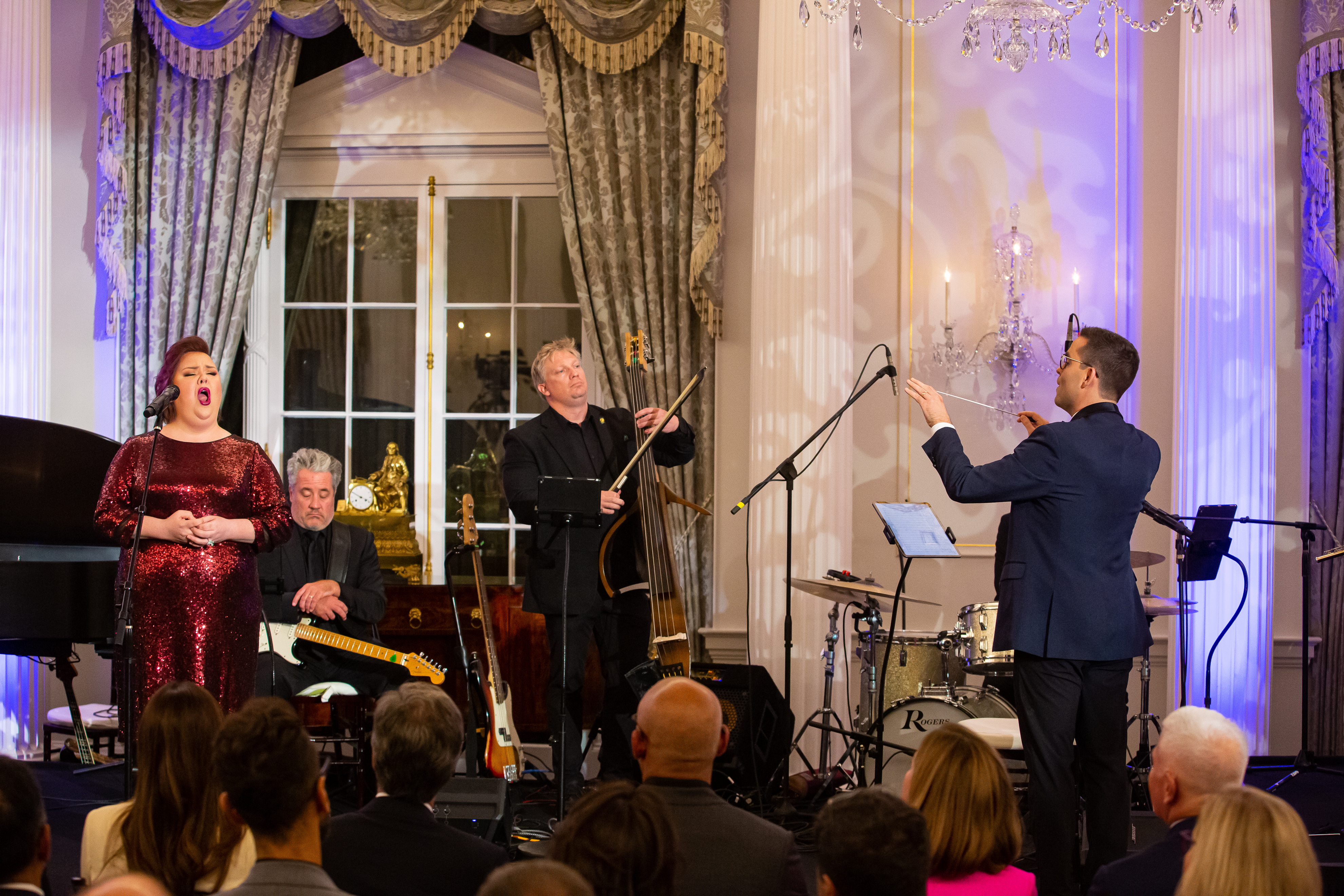
Los músicos Jamie Barton y Luke Frazier actúan en el lanzamiento de la Iniciativa de Diplomacia Musical Global.

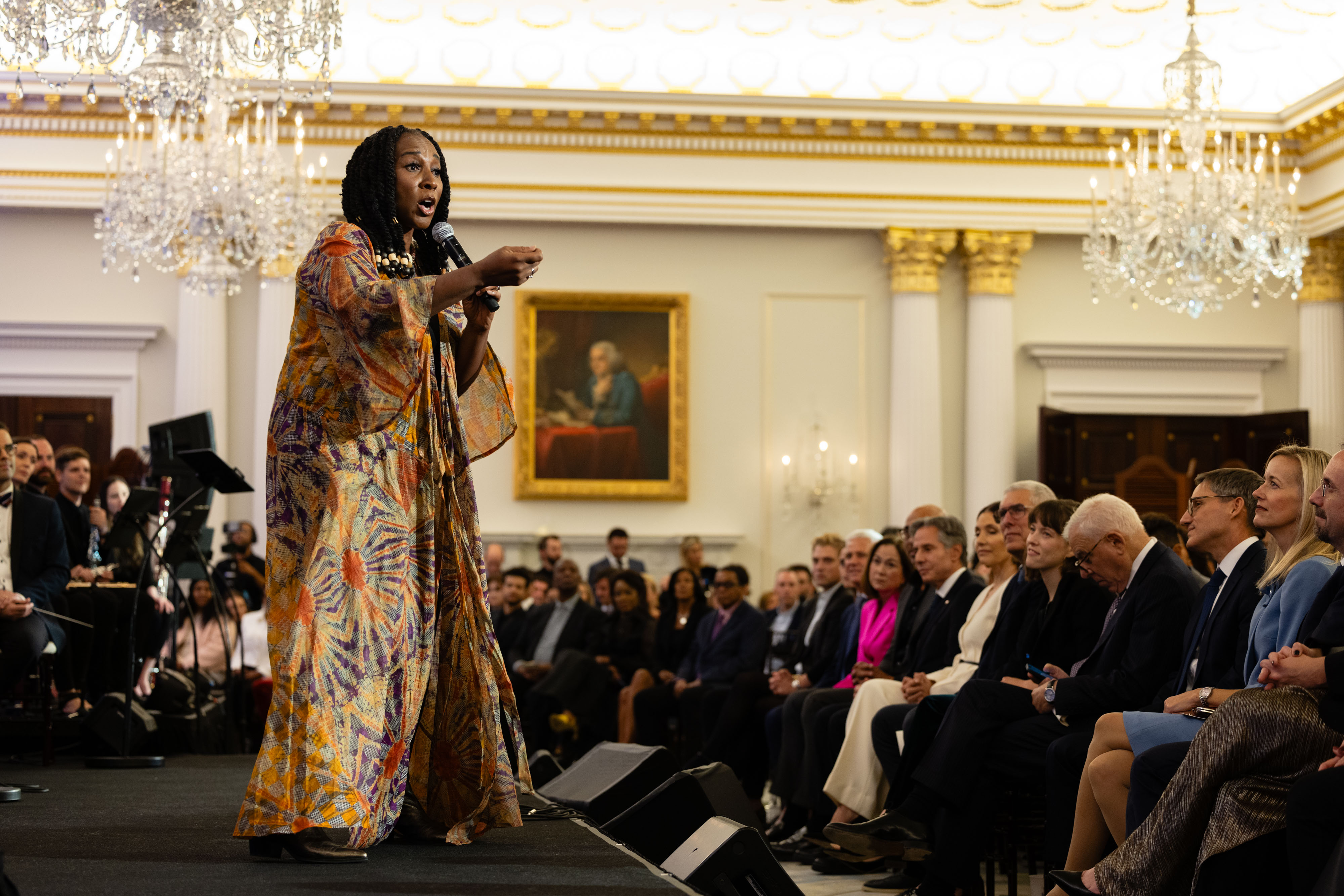
La músico Toni Blackman actúa en el lanzamiento de la Iniciativa Mundial de Diplomacia Musical.

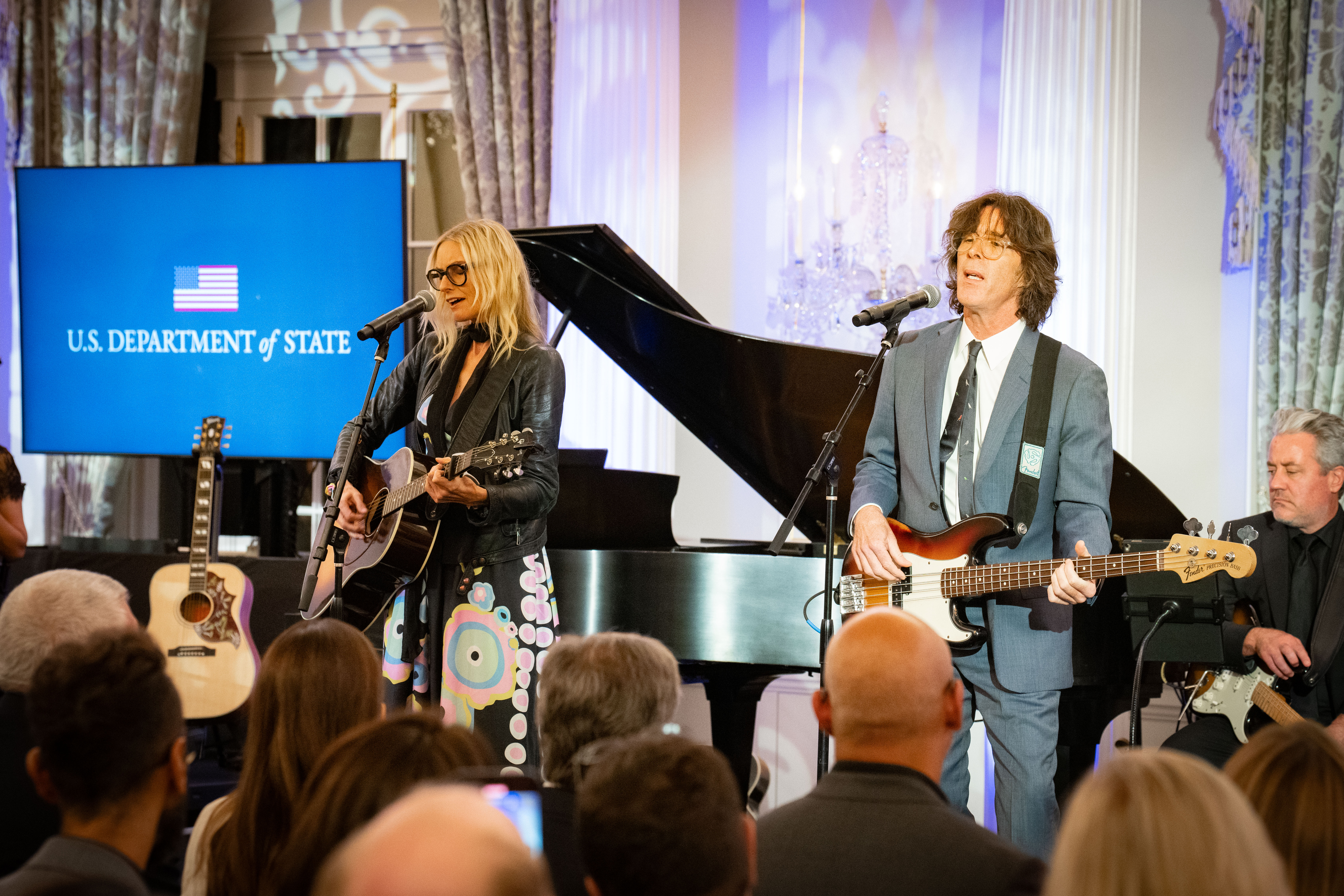
La artista musical Aimee Mann actúa durante el lanzamiento de la Iniciativa Mundial de Diplomacia Musical.

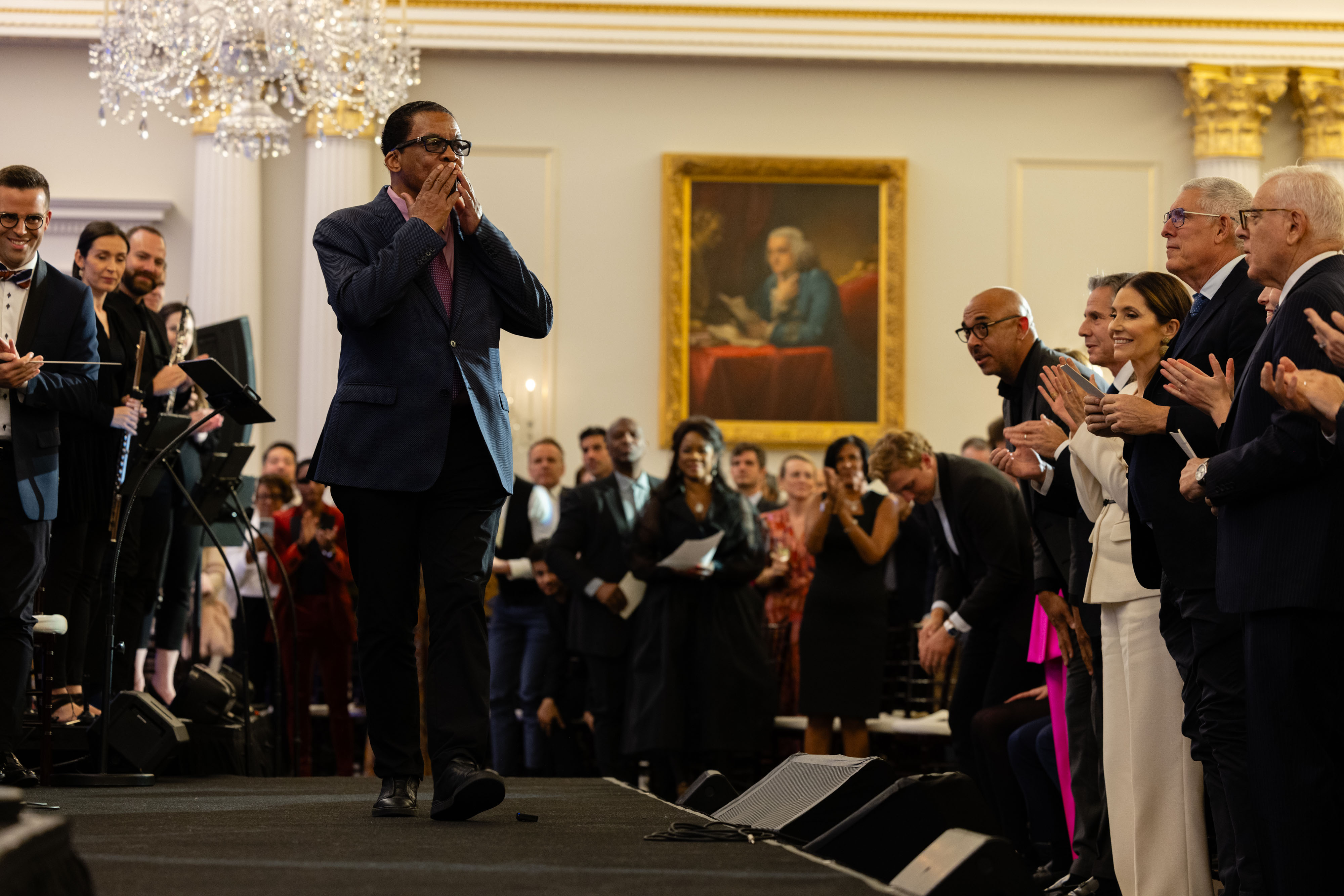
El músico Herbie Hancock actúa en el lanzamiento de la Iniciativa Mundial de Diplomacia Musical.

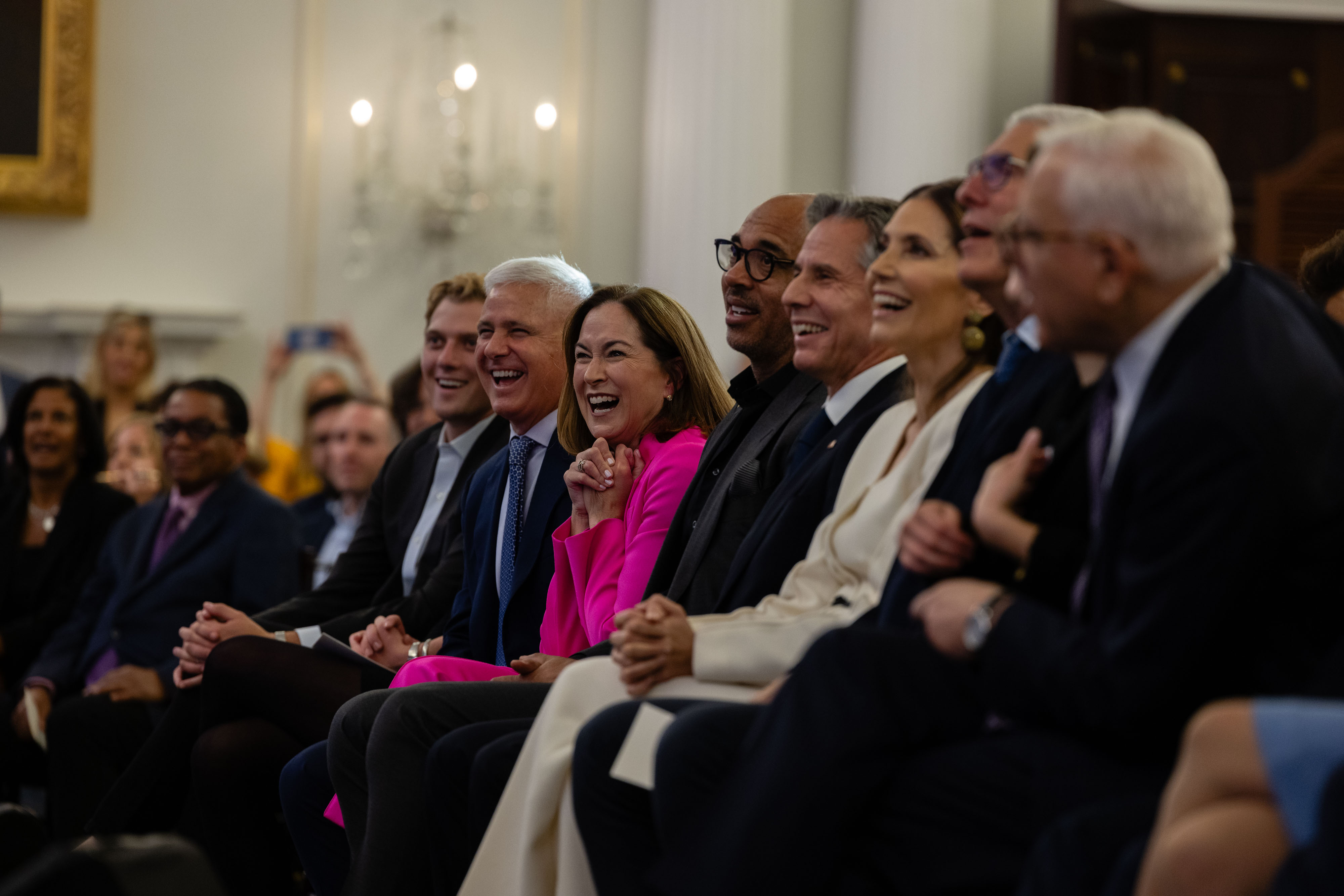
El secretario Blinken participa en el lanzamiento de la Iniciativa Global de Diplomacia Musical.

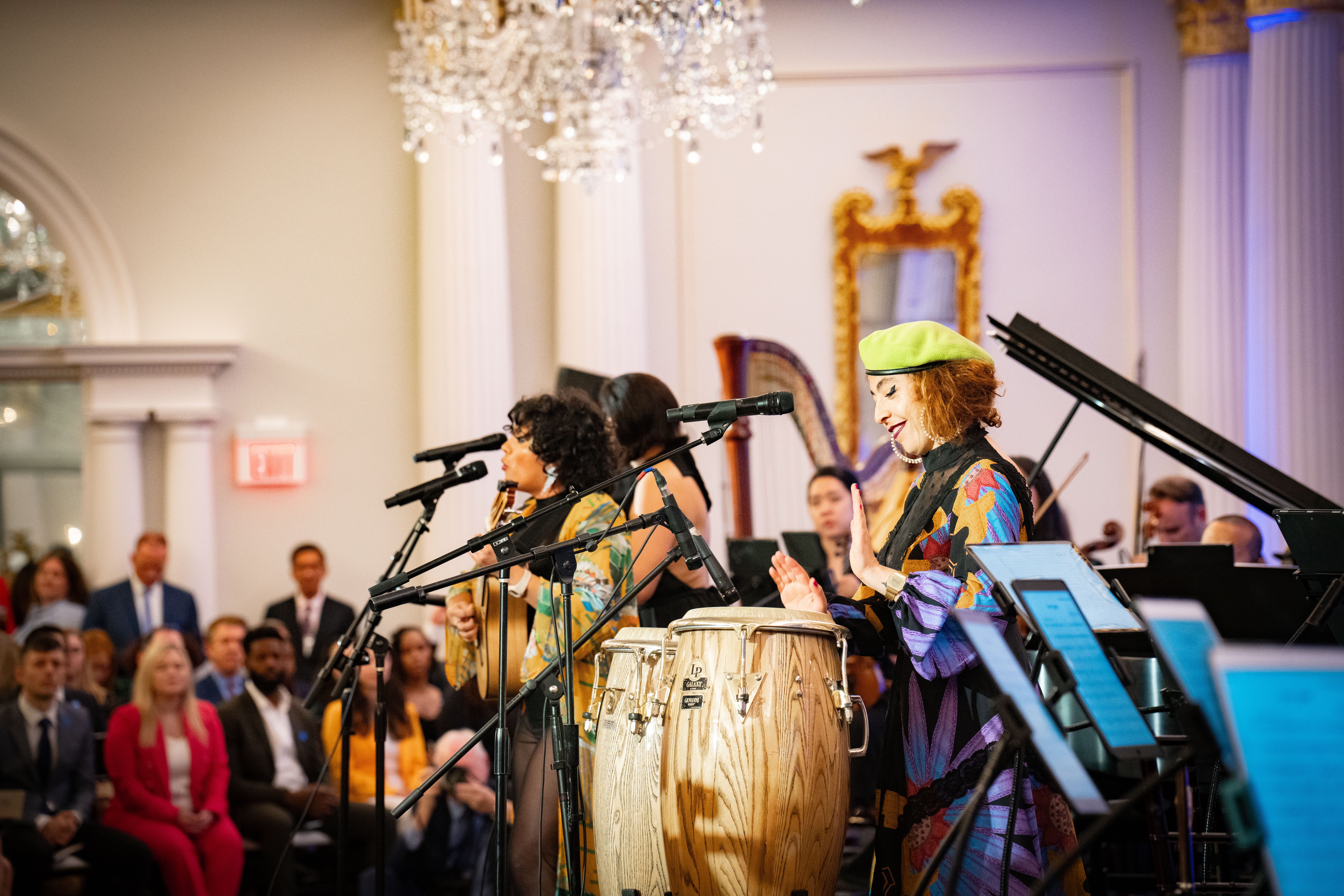
El grupo musical LADAMA actúa durante el lanzamiento de la Iniciativa de Diplomacia Musical Global.

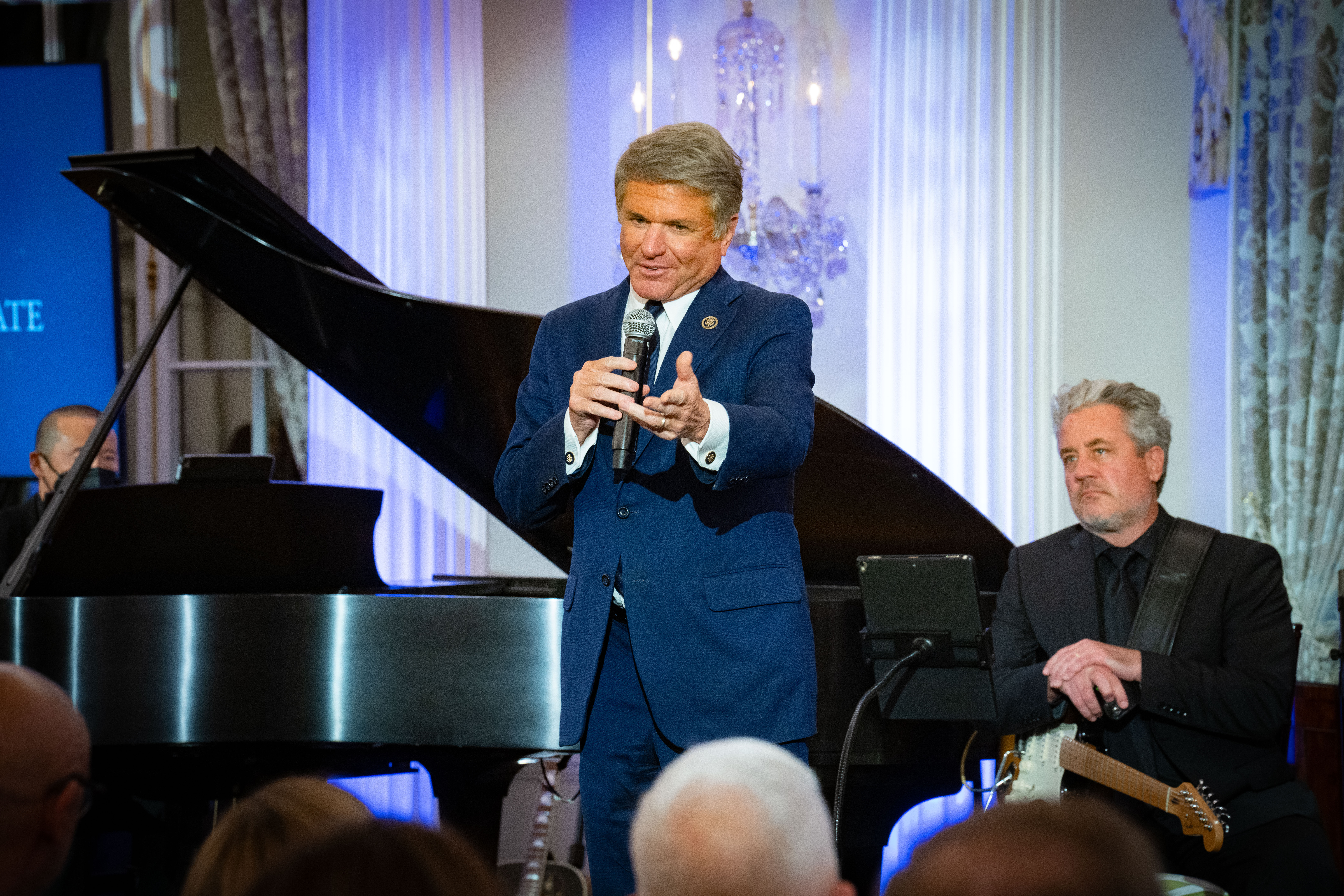
El congresista Michael McCaul actúa durante el lanzamiento de la Iniciativa de Diplomacia Musical Global.

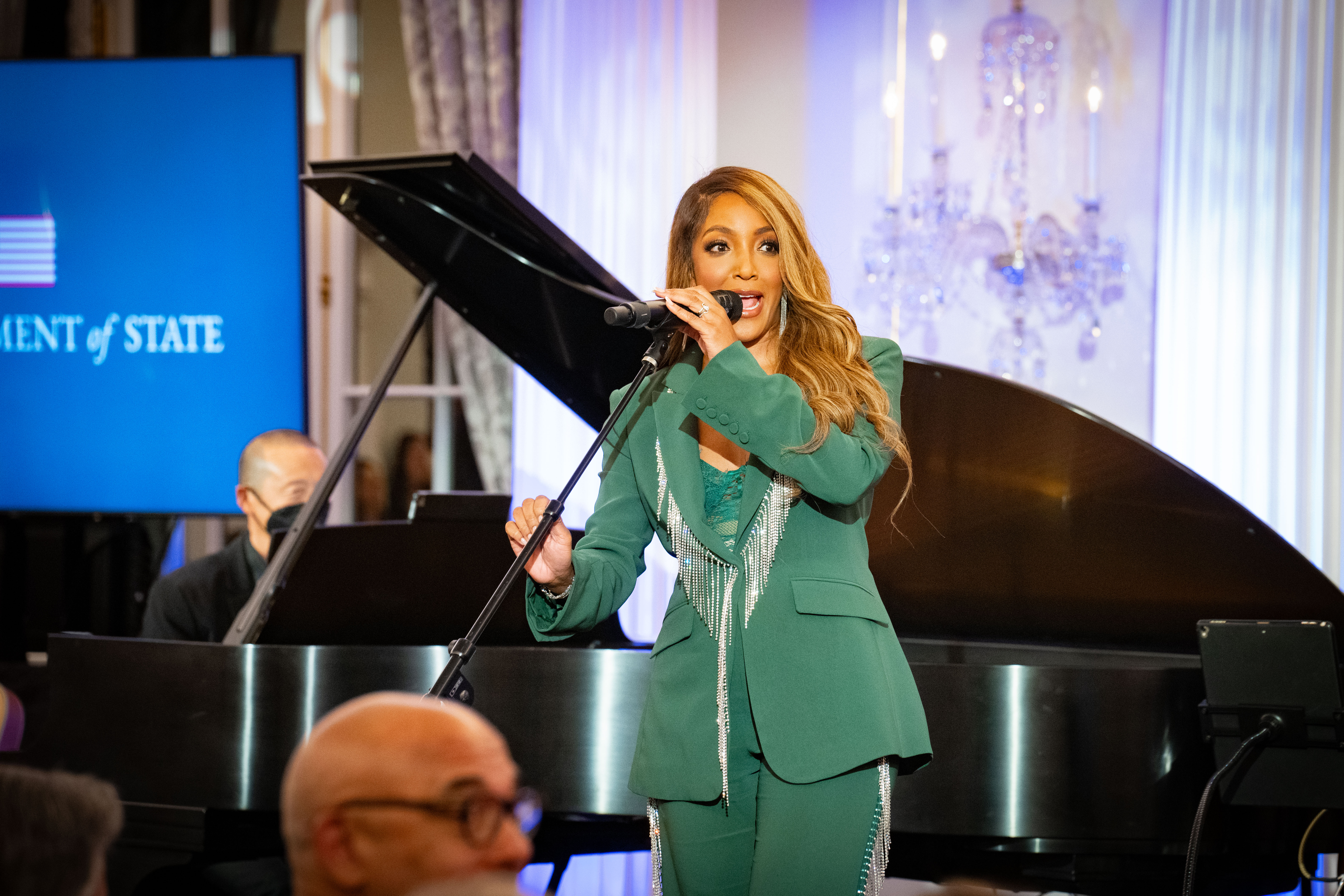
La músico Mickey Guyton actúa durante el lanzamiento de la Iniciativa Mundial de Diplomacia Musical.

La Global Music Diplomacy Initiative («Iniciativa de Diplomacia Musical Global») es una iniciativa diplomática de los Estados Unidos lanzada por el Secretario de Estado Antony Blinken en asociación con The Recording Academy en el Departamento de Estado de los Estados Unidos el 27 de septiembre de 2023.
Siguiendo el modelo de la diplomacia de jazz estadounidense de la época de la Guerra Fría, su misión declarada es «elevar la música como una herramienta diplomática para promover la paz y la democracia y apoyar los objetivos más amplios de la política exterior de los Estados Unidos». Su objetivo es «aprovechar las asociaciones público-privadas para crear un ecosistema musical que amplíe la equidad económica y la economía creativa, garantice oportunidades e inclusión social y aumente el acceso a la educación». También «se basará en los programas musicales actuales de diplomacia pública para crear asociaciones público-privadas con empresas y organizaciones sin fines de lucro estadounidenses para utilizar la música para... transmitir el liderazgo estadounidense a nivel mundial y crear conexiones con personas de todo el mundo».

## Antecedentes
La iniciativa se lanzó para promulgar la bipartidista Ley de Promoción de la Paz, la Educación y el Intercambio Cultural a través de la Diplomacia Musical (PEACE por sus siglas en inglés), patrocinada por Michael McCaul (R-TX) y Ted Deutch (D-FL) en la Cámara de Representantes. Patrick Leahy (D-VT) y Thom Tillis (R-NC) presentaron un proyecto de ley complementario en el Senado. Fue aprobada por el Congreso y Joe Biden la promulgó como parte de la Ley de Autorización de Defensa Nacional para el año fiscal 2023 en diciembre de 2022.
La iniciativa también surgió en medio de llamados de diplomáticos de alto nivel (como Tara Sonenshine) e investigadores de grupos de expertos (como el Atlantic Council) para que el gobierno de los EE. UU. fortalezca estratégicamente sus esfuerzos de diplomacia musical, incluso mediante la implementación de nuevos programas que repliquen la iniciativa Jazz Ambassador de la era de la Guerra Fría.

## Lanzamiento
A Blinken se unieron Harvey Mason Jr., Lyor Cohen y David M. Rubenstein en el evento de lanzamiento al que asistieron altos funcionarios de la administración Biden, un grupo bipartidista de miembros del Congreso, líderes en las artes y las humanidades y exmiembros de los programas de intercambio de diplomacia musical del Departamento de Estado, entre otros.
El evento contó con presentaciones en vivo de Jamie Barton, Gayle, Dave Grohl, Mickey Guyton, Herbie Hancock, Christopher Jackson, Ladama, Aimee Mann, Rakim, Armani White, entre otros. El propio Blinken también interpretó «Hoochie Coochie Man» de Muddy Waters, cuyo vídeo se volvió viral. Quincy Jones, ex embajador del jazz, recibió el inaugural premio Peace Through Music.
Los anuncios realizados en el evento incluyen: una asociación entre el Departamento de Estado y la Recording Academy para el Programa de Mentoría Musical Estadounidense, la incorporación de la música a la inversión estadounidense en el aprendizaje del idioma inglés en el extranjero y el Premio Fulbright-Kennedy Center Visiting Scholar Award en Artes y Ciencias.
El evento fue patrocinado por YouTube, Chevron, Boeing, United Airlines, Adrienne Arsht y John F. W. Rogers.
En una entrevista con Associated Press, Blinken dijo: «Siempre he tenido un profundo amor por la música, en parte porque tiene el potencial de conectar culturas y contar la historia estadounidense en todo el mundo». Continuó: «Al lanzar este esfuerzo, esperamos exponer a una nueva generación de audiencias globales a lo que las generaciones anteriores han encontrado tan convincente: nuestra gente y nuestra cultura. No tenemos herramientas más poderosas en nuestro conjunto de herramientas diplomáticas, y espero verlas – y escuchando – los resultados de esta iniciativa».

## Programación
A diciembre de 2023, la programación internacional de la Iniciativa incluye viajes de bandas estadounidenses a 30 países (a partir de octubre de 2023), viajes de enviados artísticos de los EE. UU. a Medio Oriente y China (a cargo de la Orquesta de Filadelfia) (noviembre de 2023) y la Cumbre Internacional de Música Harmundi (noviembre de 2023), entre otras actividades previstas.

## Recepción
En un artículo de opinión del The New York Times de octubre de 2023 sobre la diplomacia musical entre Estados Unidos y China, Carla Dirlikov Canales, cantante de ópera y asesora principal y enviada para el intercambio cultural del Fondo Nacional de las Artes, aplaudió la iniciativa y expresó su esperanza de que sus programas puedan visitar China. Ella escribió: «La relación entre Estados Unidos y China normalmente se mira a través de los lentes de la política, el comercio y la seguridad, pero las artes también son esenciales. Construyen puentes dentro y entre las sociedades. Es por eso que una sola canción puede hacer un mundo un poco mejor ayudándonos a imaginar colectivamente un futuro mejor».
Carol A. Hess, profesora distinguida de música de UC Davis, dijo sobre el apoyo bipartidista a la iniciativa: «Es interesante ver la variedad de políticos que apoyan estos programas».
En un artículo para el Lowy Institute, la investigadora Kate Clayton argumentó que el gobierno australiano de Anthony Albanese debería adoptar un programa de diplomacia musical similar que funcionara junto con su estrategia del Indo-Pacífico para fortalecer aún más los lazos comerciales y entre pueblos.

## Lectura adicional
- Music diplomacy: Helping to 'see each other's humanity', ShareAmerica, 25 de septiembre de 2023.
- 10 Great Moments in Music Diplomacy, USC Center on Public Diplomacy, 12 de febrero de 2015.

- Datos: Q123914197